# 平阿县
平阿县是中国共产党在中国抗日战争时期建立的县份之一，法理辖区大致包括今山东省东阿县、平阴县、东平县旧县乡以及部分邻近地区。该县仅存在了三年，且自始至终未得到国民政府和日本的承认。

## 历史
中华民国时期，平阴县与东阿县辖区犬牙交错。在抗日战争时期，中国共产党时常活动于平阴、东阿、东平一带的丘陵地区（即平阿山区），因而合并两县有利于共产党抗日活动的开展。
1941年开始，日军频繁扫荡中共根据地，中共在平阿山区的抗日根据地因而大规模减少。1942年12月，由于形势所迫，中共领导下的平阴县抗日民主政府与阿东办事处（辖原东阿、平阴、肥城三县的部分地区）合并为平阿县，原有的抗日武装力量也被整合为平阿县抗日基干大队。此时的平阿县法理上管辖原东阿县、平阴县等区域，实际上大部分区域由日本控制下的东阿县政府和平阴县政府统治。次年1月，平阿县抗日民主政府成立，邢凯风为首任县长。1944年4月，中共平阿县县大队已经攻占平阿县黄河以北全部地区。1945年8月14日，八路军和中共平阿县大队占领东阿县城。8月29日，随着日本投降，日军和伪军撤离，平阿县党政机关遂进驻原平阴县城。同年10月，平阿县撤销。
平阿县撤销后，东阿、平阴两县重新建立。新建立的东阿、平阴两县依黄河为边界，黄河北为东阿县、黄河南为平阴县，这与抗日战争前的境域大为不同。而东阿县城和平阴县城都在黄河以南，这使东阿县不得不另建新县城，而旧东阿城则成为了平阴县的一个镇。